# Phasianelle barrée
Macropygia nigrirostris
Espèce
Statut de conservation UICN

 LC  : Préoccupation mineure
La Phasianelle barrée (Macropygia nigrirostris) est une espèce de pigeons du genre Macropygia.

## Répartition
Cet oiseau se trouve en Indonésie et Papouasie-Nouvelle-Guinée.

## Habitat
Elle habite les forêts humides tropicales et subtropicales.